# Banco Pinto de Magalhães
O Banco Pinto de Magalhães (BPM) foi uma entidade bancária portuguesa.

## História
Teve origem numa casa de câmbios, sita na Rua das Flores (Porto), propriedade de Augusto de Magalhães, tio de Afonso Pinto de Magalhães, que foi o fundador, em 1952, da casa bancária Pinto de Magalhães, Lda. na Rua de Sá da Bandeira (Porto). Mais tarde foi transformada em sociedade anónima sob a designação Banco Pinto de Magalhães.
O Banco Pinto de Magalhães (BPM) detinha a Sonae, a única produtora de termolaminados, material muito usado na indústria de móveis e como revestimento na construção civil.
A seguir ao 25 de Abril de 1974, em 14 de Março de 1975, o governo de Vasco Gonçalves nacionalizou toda a banca e o património dos bancos passou a propriedade pública.
O Banco Pinto de Magalhães terminaria no início de 1978 tendo sido integrado na União de Bancos Portugueses. Belmiro de Azevedo fez um acordo com Afonso Pinto de Magalhães, em 1982, quando se verificou o desbloqueio das acções do banqueiro.

### No Brasil
No Brasil, existia um Banco Pinto de Magalhães que tinha a sua sede no Rio de Janeiro e agências em alguns estados do país, propriedade também de Afonso Pinto de Magalhães e correspondente bancário do BPM português.
O banco brasileiro era predominantemente focado no segmento pessoa jurídica, cuja captação e retenção era obtida a partir da contratação de executivos  nos mercados locais, trazidos "a peso de ouro" de instituições maiores.
Assim ocorreu, por exemplo, na instalação da agência de Belo Horizonte em 1982, sediada na Rua Guajajaras, 656, esquina de Rua Espírito Santo, no bairro de Lourdes, região habitada por endinheirados da cidade. A inauguração foi marcada por festa na própria agência, regada a champagne e com a presença de uma infinidade de empresários futuros clientes, trazidos por influência dos executivos no comando da agência.
Era uma instituição bastante vanguardista para os padrões da época, destacando-se pela estreita política de relacionamento mantida com seus clientes e com o cuidado reservado aos colaboradores, especialmente na concessão de benefícios e formação profissional e educacional.
O banco deixou o mercado em 1986, incorporado pelo Banco Itaú, na esteira de concentração do setor predominante desde aquela época até ao final da primeira década do século 21.